# Desknote

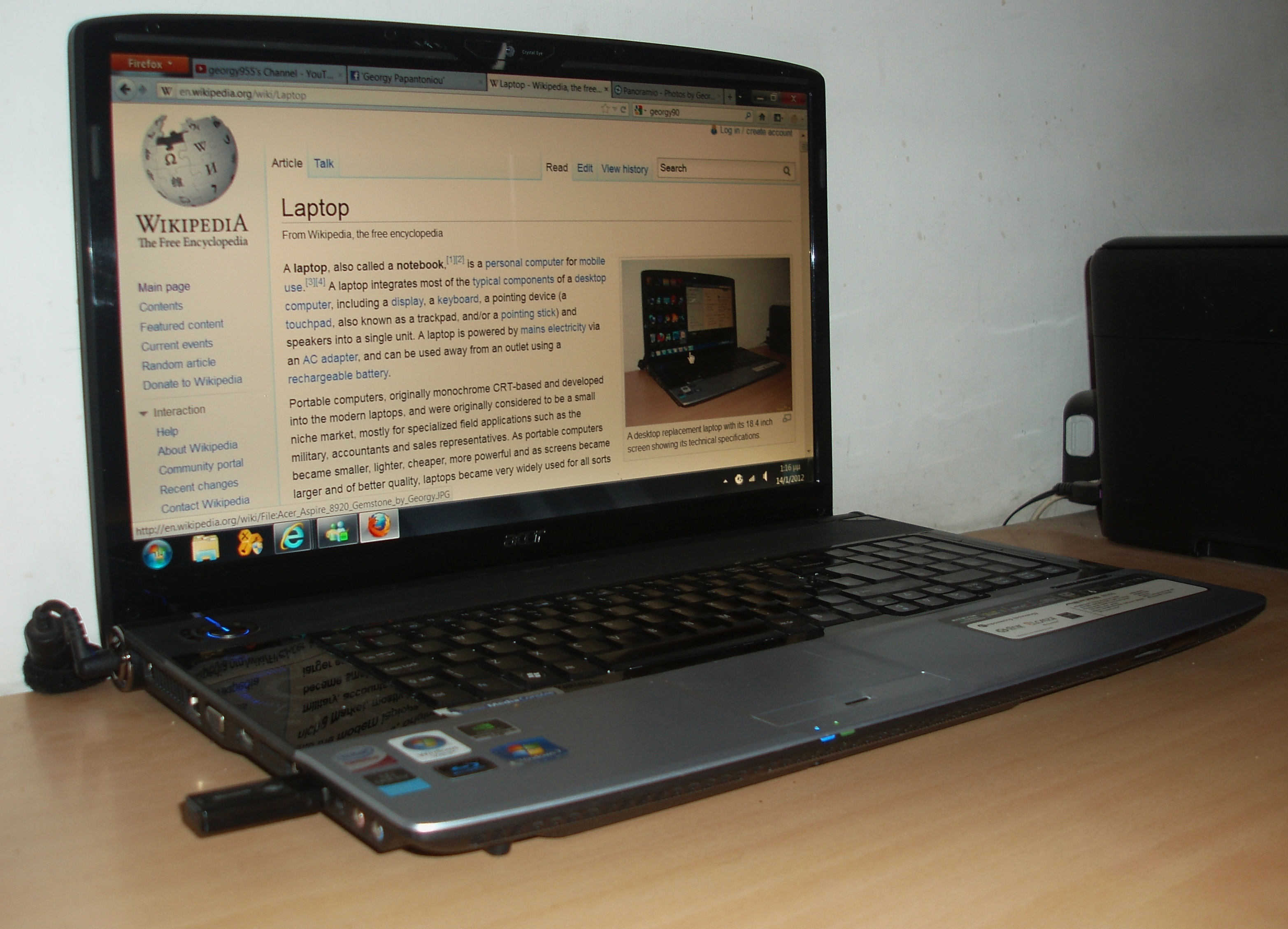
Acer Aspire 8920.

Desknote é um notebook tipo "genérico" ou similar, de baixo custo, e que contém peças de um desktop comum.
Usa componentes de computador desktop como microprocessador e memória e componentes de notebooks como monitor LCD, HD e placa-mãe.
Os desknotes funcionam ligados à tomada de energia elétrica, mas podem funcionar também com  bateria externa.
Os notebooks têm recursos para economizar energia e evitar o aquecimento excessivo. Os computadores desktops possuem gabinetes grandes exatamente para melhorar a circulação de ar e evitar o super aquecimento. Devido ao fato dos desknotes utilizarem parte da tecnologia de computadores desktops, eles esquentam bem mais que os notebooks, ficando mais propício de ocorrerem problemas.
Alguns "notebooks" da HP, por apresentarem problemas insolúveis com suas respectivas baterias, também podem ser considerados "desknotes".